# Dysproporcjonowanie
Dysproporcjonowanie (dysmutacja) – rodzaj przemiany chemicznej, w której jedno indywiduum chemiczne (pierwiastek, jon lub związek chemiczny) ulega jednoczesnej przemianie chemicznej do dwóch różnych produktów.
Przykłady reakcji dysproporcjonowania:
- Autodysocjacja:

2H
2O → H
3O+
 + OH−

2NH
3 → NH+
4 + NH−
2
- Reakcja redoks:

2H
2O
2 → 2H
2O + O
2 – w której tlen z nadtlenku wodoru zmienia stopień utlenienia z −I na −II (w wodzie) i 0 (w cząsteczce tlenu);
Cl
2 + 2OH−
 → Cl−
 + ClO−
 + H
2O – w której chlor (Cl0) ulega jednoczesnej redukcji do jonu chlorkowego (−I stopień utlenienia) i utlenieniu do jonu podchlorawego (I stopień utlenienia);
- wymiana ligandów:

2(R1
O)(R2
O)P(H)Se → (R1
O)
2P(H)Se + (R2
O)
2P(H)Se – gdzie niesymetryczny diester H-selenofosfonianowy zawierający dwie różne reszty alkoholowe przekształca się w dwa estry symetryczne;
2(RO)
2P(H)O → (RO)
3P + RO−
P(H)(OH)O – gdzie diester H-fosfonianowy przekształca się w triester i monoester.
W biochemii ta reakcja nazywana bywa dysmutacją. Enzymy ją przeprowadzające to dysmutazy (np. dysmutaza ponadtlenkowa), ale inne enzymy także przeprowadzają reakcje dysproporcjonowania  (np. katalaza).
Reakcja odwrotna do dysproporcjonowania to komproporcjonowanie lub synproporcjonowanie.